# Melchor Montoya
Melchor Montoya (Cajamarca, 1851-Lima, 22 de septiembre de 1880) fue un militar peruano, integrante del batallón Pichincha. Era miembro de la guardia de honor del Congreso, cuando asesinó al expresidente Manuel Pardo y Lavalle (entonces presidente del Senado), aduciendo una venganza personal. Fue apresado, juzgado y condenado a muerte.

## Biografía
Se conocen pocos datos de su biografía. Se sabe que era cajamarquino y que cuando frisaba los 20 años de edad se enroló en el ejército del Perú, sirviendo en el batallón Pichincha. Es posible que estuviera en la campaña contra la rebelión de Nicolás de Piérola de 1874, que el entonces presidente Manuel Pardo y Lavalle comandó personalmente en el sur del Perú.
El escritor Modesto Molina, que fue testigo presencial del asesinato de Pardo, describe así a Montoya (citado por Basadre): 

Montoya, cuyo lugar de nacimiento ignoro, es un hombre como de veintiséis años: cholo claro, bajo de cuerpo, un poco grueso y de facciones grotescas. Sus ojos son pequeños y abotagados y en ellos se ve una mirada siniestra. Los pómulos de la cara revelan al hombre vulgar y de instintos depravados y los labios están desprovistos de barba.

## El asesinato de Manuel Pardo
Melchor Montoya planeó el crimen junto con otros tres sargentos del batallón Pichincha: Elías Álvarez, Armando Garay y Alfredo Decourt. Nunca quedó clara la motivación y tampoco se llegó a determinar si hubo otros conspiradores de más alto nivel.
Posteriormente, Montoya adujo que había actuado a cuenta personal, en represalia contra un proyecto de ley de ascensos militares que se discutía entonces en el Senado, el cual impedía ascender a los clases (cabos y sargentos) que no hubieran pasado por la escuela militar; esto hubiera impedido que Montoya y sus compañeros ascendieran a la clase de oficial, con lo que sus carreras militares quedarían truncadas. Debió también influir en el ánimo de Montoya y los demás sargentos la propaganda hostil que existía entonces contra Pardo y su partido, especialmente de la prensa simpatizante de Nicolás de Piérola, enemigo político de Pardo.

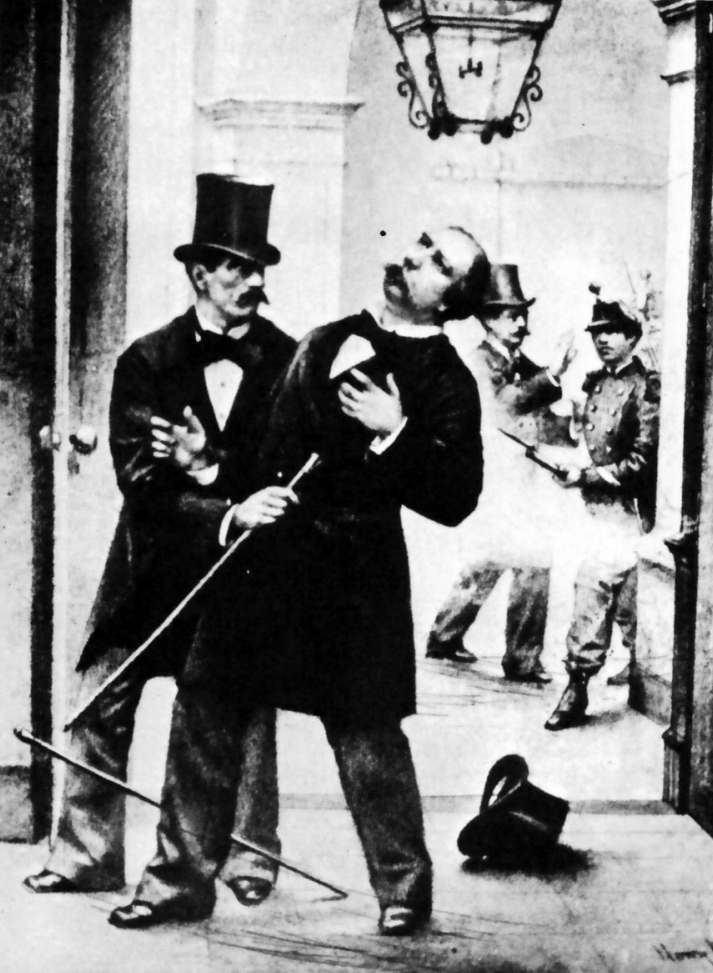
Dibujo de Henry Michel que representa el momento en que Montoya dispara por la espalda a Manuel Pardo y Lavalle.

Para llevar a cabo el plan, los cuatro sargentos se repartieron las funciones por sorteo: Montoya se encargaría de la guardia del Senado, donde victimaría a Pardo, mientras que sus cómplices se harían cargo de la Cámara de Diputados, del cuartel y de la caja (tesorería) del cuerpo militar. El día fijado para el atentado fue el 14 de noviembre de 1878. A las dos de la tarde de ese día, Manuel Pardo, acompañado de Adán Melgar y Manuel María Rivas, se dirigió al Senado. A la entrada recibió los honores de ordenanza de parte de la guardia de honor, integrada por un destacamento del batallón Pichincha, entre los que estaba Montoya. Pardo hizo cesar los honores con un gesto y luego ingresó al primer patio del Congreso. Apenas había avanzado unos seis a ocho pasos de la entrada, cuando de pronto, Montoya le disparó por la espalda con su fusil Comblain, gritando «¡Viva el pueblo!». La bala rozó la mano izquierda de Rivas, penetró en el pulmón izquierdo de Pardo y salió a la altura de la clavícula.
Cometido su propósito, Montoya huyó hacia la calle, mientras que el resto de los guardias permanecieron impasibles. Melgar se lanzó entonces en persecución de Montoya, siendo este finalmente apresado por el sargento de gendarmes Juan José Bellodas, por la Plaza de la Inquisición. Mientras que Pardo, herido mortalmente y con una hemorragia incontenible, al cabo de una hora falleció, no sin antes perdonar a su asesino.

## Juicio y condena a muerte

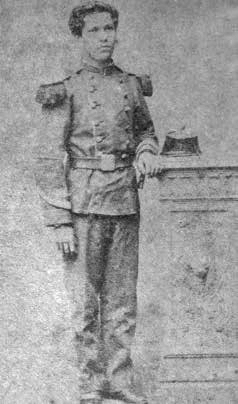
El sargento Melchor Montoya, con su uniforme del batallón Pichincha. Fotografía de una tarjeta de visita, estudio Courret.

Apresado Montoya y los otros tres sargentos, fueron sometidos a la justicia ordinaria. Otros involucrados en el complot fueron un cabo del mismo batallón Pichincha, y el tío de Montoya, un sastre en cuya tienda se habían reunido los conspiradores para planear el asesinato.
En las investigaciones, se trató de determinar si hubo inspiradores de más alto rango en la conspiración, siguiéndose algunas pistas que orientaban a políticos enemigos de Pardo, como Nicolás de Piérola, pero no se halló ninguna prueba al respecto.
La sentencia final se dio en la Corte Suprema, a la que habían apelado los procesados como última instancia. Montoya fue condenado a la pena de muerte, y a cada uno de sus cómplices se le aplicó la pena de penitenciaría en tercer grado.
Montoya fue fusilado el 22 de septiembre de 1880, a las cinco de la madrugada, en la plazuela del Ángel, frente a la puerta principal del Cementerio Presbítero Maestro. Gobernaba entonces el dictador Piérola. Momentos antes de su muerte, Montoya formuló la siguiente declaración:

En los últimos instantes de mi vida, tengo el derecho de que crean mis palabras y ante Dios y los hombres afirmo hoy que la muerte de D. Manuel Pardo, es única y exclusivamente obra de mí, y en la cual no hay cómplices comprometidos en el crimen por el que se me castiga.